# Oghamstein von Templebryan North
 Der Oghamstein von Templebryan North (irisch Teampall Brianaid Thuaidh) ist neben Ballycrovane mit 5,3 m Höhe einer der höchsten im County Cork in Irland. Der nadelartige, etwa 3,3 m hohe Oghamstein ist 0,3 bis 0,36 m breit. Er befindet sich in der nördlichen Hälfte einer Einhegung, in der auch eine Kapellenruine und ein Friedhof liegen.
Die Packungssteine rund um den Fuß sind sichtbar und es gibt die Kontur eines kleinen eingeritzten Tatzenkreuzes ✠ auf der Westseite. Die abgewitterte Oghaminschrift befindet sich an der nordwestlichen Ecke und lautet „ANM Tenas MACI V“. Kreuz und Inschrift sind so tief aufgebracht, dass sie mit ziemlicher Sicherheit einem bereits seit der Bronzezeit stehenden Menhir hinzugefügt wurden. Die Inschrift wurde von Ziegler auf 550 bis 900 n. Chr. datiert.
Der Steinkreis von Templebryan North liegt in der Nähe. Ein Bullaun liegt etwa 1,4 m östlich. Der Bullaun ist lokal als „Wart Well“ bekannt, sein Wasser soll ein Heilmittel gegen Warzen sein.